# Lamovita
Lamovita (szerbül: Ламовита), falu Bosznia-Hercegovinában, Bosanska krajina területén, Prijedor községben, a Szerb Köztársaságban. 

## Fekvése
Bosznia-Hercegovina északnyugati részén, a Potkozarje területén, Banja Lukától légvonalban 28, közúton 38 km-re északnyugatra, községközpontjától légvonalban 15, közúton 19 km-re délkeletre, 170 – 600 méteres tengerszint feletti magasságban, a Lamovički-patak mentén, délnyugat-északkeleti irányban hosszan elnyúlva fekszik. Több településrészből áll, domborzatának 65%-a síkság és 35%-a hegyvidék. Áthalad rajta a Prijedorból Banja Lukára vezető főút.

## Népessége
| Nemzetiségi csoport | Népesség 1991 | Népesség 2013 |
| ------------------- | ------------- | ------------- |
| Szerb               | 1830          | 1559          |
| Bosnyák             | 1             | 1             |
| Horvát              | 0             | 11            |
| Jugoszláv           | 1             | 0             |
| Egyéb               | 17            | 7             |
| Összesen            | 1849          | 1578          |

## Története
A település 1878-ig tartozott az Oszmán Birodalomhoz, ekkor a berlini kongresszus határozata alapján az Osztrák-Magyar Monarchia része lett. 1879-ben az első osztrák-magyar népszámlálás során a Prijedori járáshoz és Kozarac községhez tartozó településnek 106 háztartása és 713 ortodox szerb lakosa volt. 1910-ben a Kozaraci járáshoz tartozó településen 174 háztartást, 1176 ortodox, 7 muszlim és 4 római katolikus lakost találtak.
A monarchia szétesésével 1918-ban előbb a Szerb-Horvát-Szlovén Királyság, majd 1929-től a Jugoszláv Királyság része. 1921-ben a községnek 195 háztartása és 1161 lakosa volt. Jugoszlávia megszállása után a falu a Független Horvát Állam (NDH) része lett. 
A Kozaracban állomásozó usztasa egység 1941. július 31. és augusztus 2. között tömegesen mészárolta le a Prijedor körzet 13 falujából származó lakosságot a Kozarac melletti közösség helyén. Azon a napon Babići, Balte, Bistrica, Dera, Gornji Garevci, Jaruge, Kamičani, Kozarac, Lamovita, Petrov Gaj és Trnopolje falvakból 172 szerbet öltek meg a közösség helyén.
1945-től a település a szocialista Jugoszlávia része volt, az 1963-ig Omarska községhez tartozott. A boszniai háború idején a település a Boszniai Szerb Köztársaság része volt. A daytoni békeszerződést követő területfelosztásnál a település Prijedor község részeként a Szerb Köztársaság területéhez került.